# Gerald Leeman
Gerald Leeman   (Iowa, 22 de juny de 1922 - Cedar Falls, 10 d'octubre de 2008) va ser un lluitador estatunidenc, especialista en lluita lliure, que va competir durant la dècada de 1940.
El 1948 va prendre part en els Jocs Olímpics d'Estiu de Londres, on guanyà la medalla de plata en la competició del pes gall del programa de lluita lliure. Va perdre la final contra el turc Nasuh Akar. En el seu palmarès també destaquen tres campionats estatals de secundària (1939, 1940, 1941) amb l'Osage High School, dos campionats nacionals de l'AAU i un campionat de la NCAA (1946).
Entre el 1943 i el 1945 va servir a la Marina. Durant 18 anys va exercir d'entrenedor a la Universitat de Lehigh de lluita lliure. Va ser nomenat per la revista Sports Illustrated com un dels cinquanta millors atletes d'Iowa del segle xx.